# Tías
Tías ist eine der sieben Gemeinden der Kanareninsel Lanzarote und liegt im Südosten der Insel.

## Einwohner
In der Gemeinde wohnen 21.462 (Stand: 2024) dauerhafte Bewohner und 22.485 Gäste bzw. Touristen im Jahr (Stand 2014), der gleichnamige Hauptort hat 5.319 Einwohner. Die größte Ortschaft ist jedoch Puerto del Carmen (bei den Einheimischen auch La Tiñosa genannt). Die Gemeinde, die 1981 noch weniger als 3.500 Einwohner gezählt hatte, erreichte 1995 erstmals 10.000 Einwohner und hat deren Anzahl seitdem verdoppelt.

## Geschichte
Der Name der Stadt Tías kommt von den Großtanten des ehemaligen Gouverneurs von Gran Canaria, Don Alonso Fajardo. Sie hießen Doña Francisca und Doña Hernan Fajardo. Zuerst nannte man die Stadt Tias de Fajardo (die Tanten von Fajardo), was auf Tías verkürzt wurde.
In dem der Gemeinde zugehörigen Tal La Vega de Tegoyo befinden sich Herrenhäuser im alten Kolonialstil, wie beispielsweise die Casa Pereyra.

## Politik
Politisch ist die Gemeinde seit der Wahl 2011 dominiert vom konservativen Partido Popular, der im Gemeinderat acht der 17 Sitze innehatte und den Gemeindevorsteher José Francisco Hernández stellte. Bei der Wahl im Mai 2015 konnte die PP ihre dominierende Stellung kaum verändert halten und hat weiterhin acht Sitze im Gemeinderat, während die sozialdemokratische PSOE von sieben auf vier Mandate schrumpfte und Nueva Canarias erstmals zwei Sitze erobern konnte.

## Kunst und Literatur

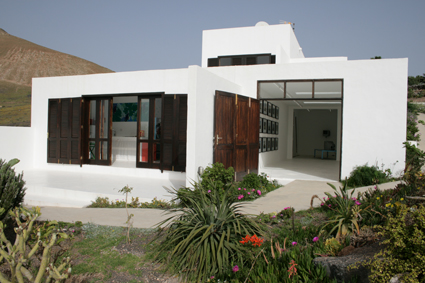
El Taller de Arte

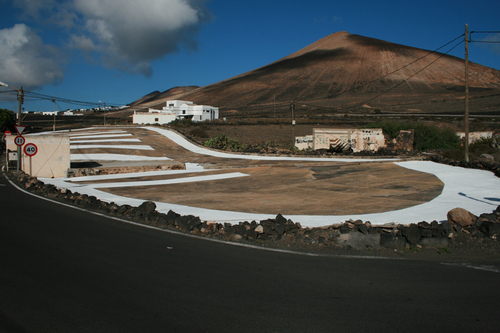
Eberhard Bosslet: Begleiterscheinung XI (2008), ein Projekt in El Taller de Arte

In El Taller de Arte (dt. Kunstwerkstatt) nahe dem Dorf Conil finden seit 2002 regelmäßig Ausstellungen zeitgenössischer Kunst, Performances, Lesungen und Konzerte statt.

Der portugiesische Dichter José Saramago zog 1993 unter Protest nach Tías, nachdem die konservative portugiesische Regierung Caraco Silva seinen Roman Das Evangelium nach Jesus Christus (1991) wegen der angeblichen Verletzung religiöser Gefühle von der Nominierungsliste für einen Buchpreis hatte streichen lassen. Er lebte und arbeitete hier bis zu seinem Tod 2010.

## Orte der Gemeinde
Die Bevölkerungszahlen in Klammern stammen aus dem Jahr 2007.
- Puerto del Carmen (10.315)
- Tías (5.319)
- Macher (982)
- La Asomada (831)
- Masdache (335)
- Conil (303)
- Vega de Tegoyo (178)